# Теплові флуктуації
У статистичній механіці теплові флуктуації — це випадкові відхилення атомної системи від її середнього стану, які відбуваються в системі в стані рівноваги. Усі теплові коливання стають більшими та частішими в міру підвищення температури, а також зменшуються, коли температура наближається до абсолютного нуля.

Атомна дифузія на поверхні кристала. Прикладом теплових коливань є струшування атомів. Подібним чином теплові коливання забезпечують енергію, необхідну для того, щоб атоми час від часу перестрибували з одного місця на сусіднє. Для простоти теплові флуктуації блакитних атомів не показані.

Теплові флуктуації є основним проявом температури систем: система при ненульовій температурі не залишається у своєму рівноважному мікроскопічному стані, а натомість випадково відбирає всі можливі стани з імовірністю, заданою розподілом Больцмана.
Теплові флуктуації зазвичай впливають на всі ступені свободи системи: можуть бути випадкові коливання (фонони), випадкові обертання (ротони), випадкові електронні збудження тощо.
Термодинамічні змінні, такі як тиск, температура або ентропія, також зазнають теплових коливань. Наприклад, для системи, яка має рівноважний тиск, тиск у системі певною мірою коливається навколо рівноважного значення.
Лише «керуючі змінні» статистичних ансамблів (такі як кількість частинок N, об'єм V і внутрішня енергія E в мікроканонічному ансамблі) не коливаються.
Теплові коливання є джерелом шуму в багатьох системах. Випадкові сили, які викликають термічні коливання, є джерелом як дифузії, так і розсіювання (включаючи затухання та в'язкість). Конкуруючі ефекти випадкового дрейфу та опору дрейфу пов'язані теоремою про флуктуацію та дисипацію. Теплові флуктуації відіграють велику роль у фазових переходах і хімічній кінетиці.